# The Star (1952)
The Star is een film uit 1952 onder regie van Stuart Heisler.

## Verhaal
Margaret Elliot was vroeger een succesvolle actrice en kreeg zelfs een Oscar. Tegenwoordig gaat ze door het leven als een vrouw van middelbare leeftijd die geen rollen meer kan krijgen. Terwijl ze optimistisch tracht te blijven, wil haar dochter graag dat ze een andere baan zoekt.

## Rolverdeling
| Acteur           | Personage                      |
| ---------------- | ------------------------------ |
| Bette Davis      | Margaret Elliot                |
| Natalie Wood     | Gretchen                       |
| Sterling Hayden  | Jim Johannson aka Barry Lester |
| Warner Anderson  | Harry Stone                    |
| Minor Watson     | Joe Morrison                   |
| Paul Frees       | Richard Stanley                |
| Barbara Lawrence | Zichzelf                       |